# I, Robot (film)
I, Robot is een Amerikaanse sciencefictionfilm uit 2004. De hoofdrol wordt gespeeld door Will Smith. De film is gebaseerd op een scenario van Jeff Vintar uit 1995. Het verhaal speelt zich af in Chicago in het jaar 2035. Akiva Goldsman besloot later nog een aantal elementen uit een verzameling verhalen van Isaac Asimov, genaamd "I, Robot", te integreren in de film. Er worden bijvoorbeeld de drie wetten van de robotica gebruikt en ook komt het positronisch brein aan bod. De film is gemaakt door de filmmaatschappij 20th Century Fox. De film kostte 120 miljoen dollar, maar was zeer succesvol. Wereldwijd bracht hij bijna 350 miljoen dollar op.
De film werd genomineerd voor een Oscar voor Beste Visuele Effecten.

## Verhaal
Het is het jaar 2035. Robots zijn er in veel huishoudens om het leven gemakkelijker te maken. Het is een technologische utopie. Dan pleegt Dr. Lanning, medewerker van robotfabrikant USR en de bedenker van de drie wetten van de robotica, zelfmoord. Tenminste, zo lijkt het. Rechercheur Del Spooner, die door persoonlijke ervaringen een afkeer heeft van robots, gaat samen met USR-geleerde Susan Calvin op onderzoek. Spooner vermoedt dat er een robot achter Lannings dood zit. De werkelijkheid blijkt nog veel erger: door een andere interpretatie van de drie wetten van de robotica geeft V.I.K.I., de grote supercomputer die alle robots actualiseert, de opdracht aan elke nieuwe robot om in opstand te komen en de wereld te beheersen. V.I.K.I. is namelijk van mening dat de mens zelf, door criminaliteit en milieuvervuiling, een vijand voor zichzelf is, en daardoor ziet V.I.K.I. zich genoodzaakt om in te grijpen in het lot van de mensheid.

## Rolverdeling
| Acteur           | Personage                           |
| ---------------- | ----------------------------------- |
| Will Smith       | rechercheur Del Spooner             |
| Alan Tudyk       | Sonny (stem en motion capture)      |
| Bridget Moynahan | Dr. Susan Calvin                    |
| Chi McBride      | inspecteur John Bergin              |
| Bruce Greenwood  | Lance Robertson                     |
| James Cromwell   | Dr. Alfred Lanning                  |
| David Haysom     | robot NS-4 (stem en motion capture) |
| Scott Heindl     | robot NS-5 (stem en motion capture) |
| Fiona Hogan      | V.I.K.I. (stem)                     |
| Adrian L. Ricard | oma van Spooner                     |
| Shia LaBeouf     | Farber                              |
| Jerry Wasserman  | Baldez                              |
| Emily Tennant    | jong meisje                         |

## Trivia
- U.S. Robotics is in werkelijkheid een bedrijf dat modems fabriceert.
- Regisseur Alex Proyas vroeg alle acteurs voor de productie of ze het boek The Age of Spiritual Machines van Ray Kurzweil wilden lezen.
- De douchescène waarin Will Smith grotendeels naakt te zien is werd speciaal voor de Verenigde Staten anders gemonteerd.
- De film kreeg veel kritiek vanwege de hoeveelheid sluikreclame, van onder andere Audi, JVC, All-stars, FedEx, Converse, Ovaltine, Prudential en Augusta.
- De rol van Del Spooner werd ook aangeboden aan Denzel Washington. Smith kreeg uiteindelijk de rol.
- De robot Sonny werd op dezelfde manier gemaakt als Gollum voor de films van The Lord of the Rings. Er werden sensoren op het lichaam van Alan Tudyk geplakt, en hij moest de bewegingen maken, waarna de computer die bewegingen omzette naar bewegingen van Sonny.
- De extreem moderne auto waarin Del Spooner rijdt wordt de Audi RSQ genoemd. Hij werd exclusief voor deze film gebouwd.
- In de film is een antieke robotwinkel te zien, waarin de AIBO te zien is, de robothond van Sony.
- Het nummer 'Spiderbots' van de soundtrack van de film wordt gebruikt in het  televisieprogramma Wie is de Mol?